# Франц фон Мандершайд
Франц фон Мандершайд-Керпен (на немски: Franz von Manderscheid zu Kerpen; * 24 януари 1514; † между 17 май 1548 и 2 септември 1549) е граф на Мандершайд, господар на Керпен в Саарланд, Рекхайм-Каселбург и Вирнебург.
Той е вторият син на граф Дитрих IV фон Мандершайд-Шлайден-Кроненбург (1481 – 1551) и първата му съпруга Маргарета фон Зомбрефе, фрау фон Керпен (1489 – 1518), вдовица на Хайнрих II, господар на Райхенщайн, цу Керпен-Рекхайм († 1506), дъщеря на Фридрих I фон Зомбрефе († 1488/1489), господар на Керпен, Грандлец, Томбург-Ландскрон, и Елизабет фон Нойенар († 1484). Баща му Дитрих IV фон Мандершайд се жени втори път на 19 май 1533 г. в Люксембург за Елизабет де Ньофшател († 1533). Брат е на Дитрих V фон Мандершайд (1508 – 1560), граф на Мандершайд-Бланкенхайм, господар на Шлайден, Вирнебург, Зафенбург, Кроненбург-Нойербург.

## Фамилия
Франц фон Мандершайд-Керпен се жени 1542 г. за Маргарета фон Марк († пр. 1543), дъщеря на Роберт I фон Марк-Аренберг, бургграф на Брюксел († 1541) и Матилда фон Монфор († 1550). Бракът е бездетен.
Франц фон Мандершайд-Керпен се жени втори път на между 1 февруари и 1 март 1545/ 29 септември 1545 г. за Анна фон Изенбург-Ноймаген († 1581 в Берус), дъщеря на Салентин VII фон Изенбург († 1534) и Елизабет Фогт фон Хунолщайн-Ноймаген († 1536/1538), наследничка на Ноймаген и Санкт-Йоханисберг, дъщеря на Хайнрих фон Хунолщайн, фогт и господар на Хунолщайн († 24 февруари 1486) и Елизабет фон Болхен († 1506/1507). Те имат две дъщери:
- Ерика (* ок. 1546; † 30 декември 1581 в Диленбург, погребана в „Св. Арнуал“), омъжена на 9 април 1563 г. за граф Филип IV фон Насау-Саарбрюкен (1542 – 1602)
- Елизабет (* ок. 1548; † 1570), омъжена на 26 август 1564 г. в Берис/Бербург за граф Флорис I фон Кулембург, фрайхер на Палант (* 1537; † 29 септември 1598)

Вдовицата му Анна се омъжва втори път на 20 януари 1550 г. за Йохан ван Лире/ Йохан фон дер Лайен, губернатор на Люксембург († 1552/1561)